# Deinbollia cauliflora
Deinbollia cauliflora är en kinesträdsväxtart som beskrevs av Lucien Leon Hauman. Deinbollia cauliflora ingår i släktet Deinbollia och familjen kinesträdsväxter. Inga underarter finns listade i Catalogue of Life.